# ابراهیم سوری توره
ابراهیم سوری توره (انگلیسی: Ibrahim Sory Touré؛ ۱۵ سپتامبر ۱۹۷۰ – ۲۱ اکتبر ۱۹۹۶) بازیکن فوتبال اهل مالی بود.
وی همچنین در تیم ملی فوتبال مالی بازی کرده است.